# الکساندر پوشکین
الکساندر سِرگِیویچ پوشکین (به روسی: Александр Сергеевич Пушкин) شاعر و نویسندهٔ روسی سبک رومانتیسیسم است.
پوشکین بنیان‌گذار ادبیات روسی مدرن به حساب می‌آید و برخی او را بزرگ‌ترین شاعر زبان روسی می‌دانند.

## زندگی
او در ۶ ژوئن ۱۷۹۹ در طبقه اشراف روسی و در شهر مسکو چشم به جهان گشود. پدرش، سرگی لوویچ پوشکین متعلق به یکی از خاندان‌های اشرافی قدیمی روسیه بود. مادرش، نادژدا اوسیپوونا گانیبال از خانواده‌های اصیل روسی بود و پدربزرگ اون سرلشکر آبرام پتروویچ گانیبال یک نجیب‌زاده آفریقایی صحرای جنوبی اتیوپیایی و پسرخوانده تزار پتر کبیر بود که بعدها به مقام‌های بالایی دست یافته بود.
پوشکین اولین شعر خود را در سن ۱۵ سالگی منتشر کرد و در زمان فارغ‌التحصیلی از دبیرستان تزارسکویه سلو به‌طور گسترده در نهادهای ادبی روسیه شناخته شد. پس از فارغ‌التحصیلی از لیسه، شعر بحث برانگیز خود یعنی «قصیده آزادی» را نوشت، یکی از اشعاری که زمینه تبعید او توسط تزار الکساندر اول را فراهم آورد. پوشکین در زمان تبعید و در حالی که تحت تظارت شدید پلیس‌های سیاسی تزار بود و قادر به انتشار نبود، مشهورترین نمایشنامه خود را نوشت. نمایشنامه درام بوریس گودونوف.
مشهورترین اثر ادبی او یوگنی آنگین نام دارد که نگارش آن هشت سال و بین سال‌های ۱۸۲۵ تا ۱۸۳۲ به طول انجامید.
پوشکین آموزش خود را زیر نظر معلمان خصوصی فرانسوی آغاز کرد. سال ۱۸۱۱ میلادی تحصیل در دبیرستان تسارسکویه سلو که اکنون در شهر کوچکی به نام پوشکین نزدیک سن پترزبورگ واقع است و در آن زمان اقامتگاه تابستانی تزار بود، شروع کرد. وی در این دبیرستان علوم اجتماعی و ادبیات را به خوبی فراگرفت. در همین مدرسه بود که طبع شاعری اش نمود پیدا کرد و جوایزی هم برای آن دریافت نمود. میان معلمان وی، استاد علوم اخلاق و علوم سیاسی او کونیتسین، تحصیل کرده دانشگاه گوتینگن بود که مسبب آشنایی پوشکین با بسیاری از دکابریستهای آینده شد.دانش آموز بود که به جهان ادبی وارد شد و نخستین شعر خود را در سال ۱۸۱۴ در پیک اروپا منتشر کرد. روزی که منظومه «روسلان و لودمیلا» را در ۱۸۲۰ به پایان رساند، شاعری شناخته شده بود.
بعد از اتمام مدرسه، به خاطر سخنرانی‌های انتقادی‌اش در حمایت از اصلاحات اجتماعی مجبور به ترک پایتخت و به سمت مولداوی شد. در آنجا او عضو فیلیکی اتریا شد که برای آزادسازی و استقلال یونان از امپراتوری عثمانی فعالیت می‌کرد. از این گذشته او تحت تأثیر انقلاب یونان قرار گرفت. سال ۱۸۲۳ پوشکین به اودسا رفت و باز آنجا با حکومت درگیر و مجبور به تبعید شد. با این حال اجازه ملاقات تزار نیکولاس یکم را یافت.

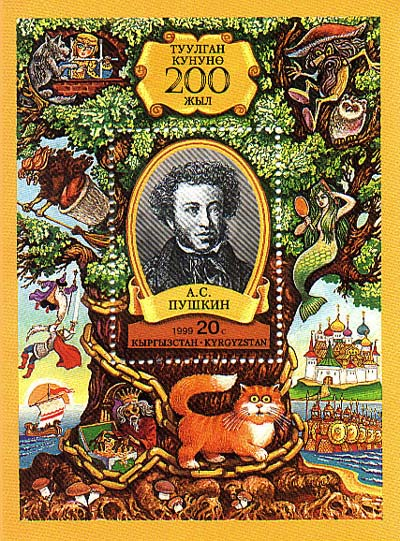
تمبر یادبود دویستمین سالگرد تولد الکساندر پوشکین - انتشار در سال ۱۹۹۹ - روسیه

در ۱۸۳۱ پوشکین با نیکولای گوگول ملاقات کرد و تحت تأثیر داستان‌های کمدی اش قرار گرفت. در همین سال او با ناتالیا گونچارووا ازدواج کرد. پس از ازدواج رفت‌وآمد او به دربار بیش از پیش افزایش یافت؛ ولی پس از پیشنهاد لقب بسیار پایین درباری به وی توسط تزار، او بسیار عصبانی و سر شکسته شد، زیرا قبل از همه همسر بسیار زیبای او مورد ستایش درباریان بزرگ (از جمله خود تزار) بود.
در این سال‌ها آثار معتبری چون «دختر سروان»، «دوبروفسکی» و «بی بی پیک» را نوشت و در همین ایام منظومه «سوارکار مفرغی»، «ترانه‌های اسلاو غربی» و چندین داستان منظوم و اشعاری با عمق فلسفی سرود. به عقیده منتقدان، منظومه «سوارکار مفرغی» قله آثار پوشکین در این ژانر بوده و از بی نظیرترین آثار ادبی روسیه به حساب می‌آید و جزء معدود آثاری ست که در زمان حیات شاعر انتشار یافت. پوشکین در سال ۱۸۳۶ مجله «معاصر» را بنیان نهاد که بهترین نشریه دوره ای روسیه در قرن نوزدهم محسوب می‌شود.
در سال ۱۸۳۷ بدهی‌های پوشکین بسیار افزایش پیدا کرد. از طرف دیگر شایع شده بود که همسرش رابطه نامشروع با یکی از افسران فرانسوی به نام جرج دانتس دارد.
پوشکین برای حفظ حیثیت و غرور خود، معشوق احتمالی همسرش را در ۲۷ ژانویه ۱۸۳۷ (تاریخ قدیم) در سن ۳۷ سالگی به دوئل با تپانچه فراخواند. در این دوئل پوشکین از ناحیه شکم آسیب دید و دو روز بعد به دلیل شدت جراحات وارده درگذشت؛ ولی طرف مقابل فقط جراحت جزئی از ناحیه دست برداشت. تندیسی از این شاعر در مسکو در محل ازدواج با ناتالیا (روبروی خانه پوشکین) نصب گردیده‌است. پشت این تندیس کاخ الکساندر سوم می‌باشد که به موزه نقاشی تبدیل شده‌است.
پوشکین افزون بر آنکه شاعر بزرگ روسیه به حساب می‌آید، نمایشنامه نویس، نثرپرداز و منتقد ادبی نیز بود. اشعار وی در دوران دبیرستان با نقاب قراردادی مکتب کلاسیک عرضه شد و شعرهای آغازین دهه ۱۸۲۰، در سبک رمانتیسم ارائه گردید. او به فرهنگ عامه روس هم دلبسته بود و چند قصه و ترانه عامیانه هم تصنیف کرده همانند «قصه خرس ماده» (۱۸۳۰)، «داماد» (۱۸۲۵) و «قصه ماهیگیر و ماهی» (۱۸۳۳). حماسه‌های منظوم پوشکین مثل «فواره باغچه سرای» در ۱۸۲۴ انتشار یافت، موجب کامیابی او بود. گفته می‌شود این اثر محبوب‌ترین شعر او در دوران حیاتش بود.

## پوشکین و سعدی
با بررسی آثار پوشکین، تاثیرپذیری وی از سعدی شیرازی به ویژه در برخی از آنها نظیر فواره باغچه سرای Бахчисарайский фонтан مشهود است. شاعر روس در دوران زندگی اش علاقه ای خاص به فرهنگ شرق و موضوعات مربوط به آن داشت. اندیشه‌های سعدی در آثار وی تبلور پیدا می‌کرد و او با تأسی از آنها دیدگاه‌های خود را درآن آثار بروز می‌داد. علاقه به شرق از دوران کودکی زمانی که مادربزرگ و دایه اش دربارهٔ سرگذشت پدرجد آفریقایی او؛ ابراهیم هانیبال می‌گفتند وجود داشت.
سده نوزدهم در روسیه آثار بسیاری دربارهٔ مشرق زمین وجود داشت و پوشکین که در خانواده ای باسواد زندگی می‌کرد از خواندن این آثار بی بهره نماند. بعدها که اولین آثار وی نوشته شدند، همواره سخن از شرق به میان آمده‌است. پوشکین در آثارش نشان داده به خوبی با بسیاری از جنبه‌های زندگی شرقی آشناست. برخی از منتقدان روس، فواره دلربای پوشکین را، غنچه تازه و خوشبوی ادبیات روسیه نامیدند. در سال ۱۸۲۰ میلادی هنگام بازدید پوشکین از کاخ باغچه سرا در کریمه، فواره باغچه سرای و نوشته‌های روی آن که به دوزبان عربی و تاتاری بودند دید. نوشته اول به زبان عربی، آیه هجدهم از سوره انسان است که از سلسبیل؛ چشمه بهشتی سخن می‌گوید و در نوشته دوم به زبان تاتاری گفته شده؛ بیا، از زلال این فواره بنوش. غالب پوشکین شناسان بر این باورند که در منظومه فواره باغچه سرای، پوشکین استعداد و توانایی خود در به تصویر کشیدن سیمای شرقی را به نمایش گذاشته‌است. وی سرلوحه این منظومه را از بوستان سعدی انتخاب کرده‌است.

## آثار
| سال  | نام اثر             |             |
| ---- | ------------------- | ----------- |
| ۱۸۲۰ | روسلان و لودمیلا    |             |
| ۱۸۲۱ | زندانی قفقاز        |             |
| ۱۸۲۳ | فواره باغچه سرای    |             |
| ۱۸۲۴ | کولی‌ها              | (۱۸۲۵/۱۸۲۷) |
| ۱۸۲۹ | پولتاوا             |             |
| ۱۸۳۳ | سوارکار برنزی       |             |
| ۱۸۴۱ | دوبروفسکی           |             |
| ۱۸۲۱ | گاوریلیادا          |             |
| ۱۸۲۵ | بوریس گودونوف       |             |
| ۱۸۳۴ | داستان مرغ طلایی    |             |
| ۱۸۳۴ | تاریخچه شورش پوکاچف |             |
| ۱۸۳۶ | دختر سروان          |             |

- شوالیه خسیس (۱۸۳۰)
- داستان ماهی‌گیر و ماهیک
- جشن بین طاعون
- تابوت ساز
- غلام پست
- ضربه آتشین
- دام سیاه
- بی‌بی پیک
- مسخره و زندگی
- دختران سیاه

## نگارخانه

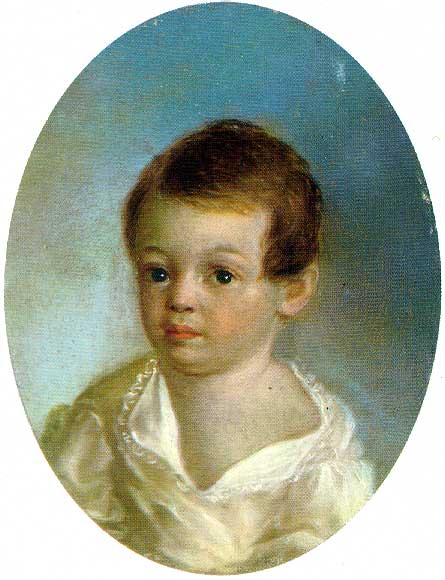
پرتره ۱۸۰۰ تا ۱۸۰۲ پوشکین توسط اگزویه دو مستر
پرتره ۱۸۲۰پرتره ۱۸۲۰
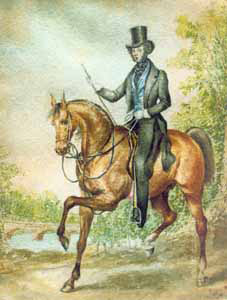
۱۸۳۱ پرتره پوشکین توسط پیوتر سوکولوف
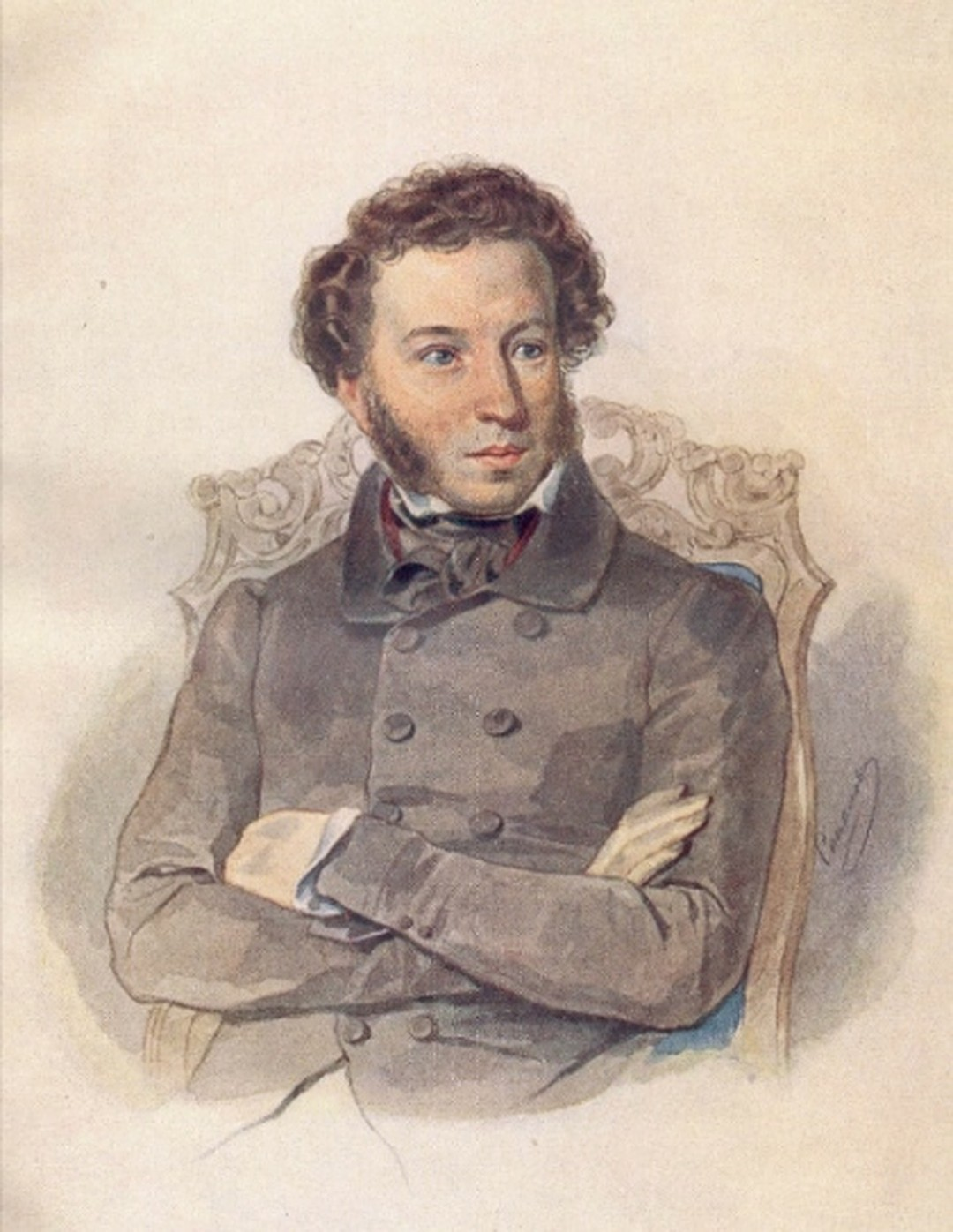
۱۸۳۶ پرتره پوشکین توسط پیوتر سوکولوف
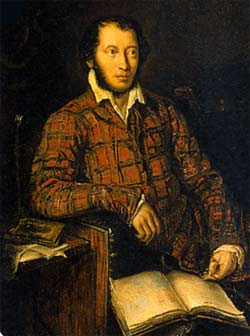
۱۸۳۹ پرتره پوشکین توسط کارل مازر
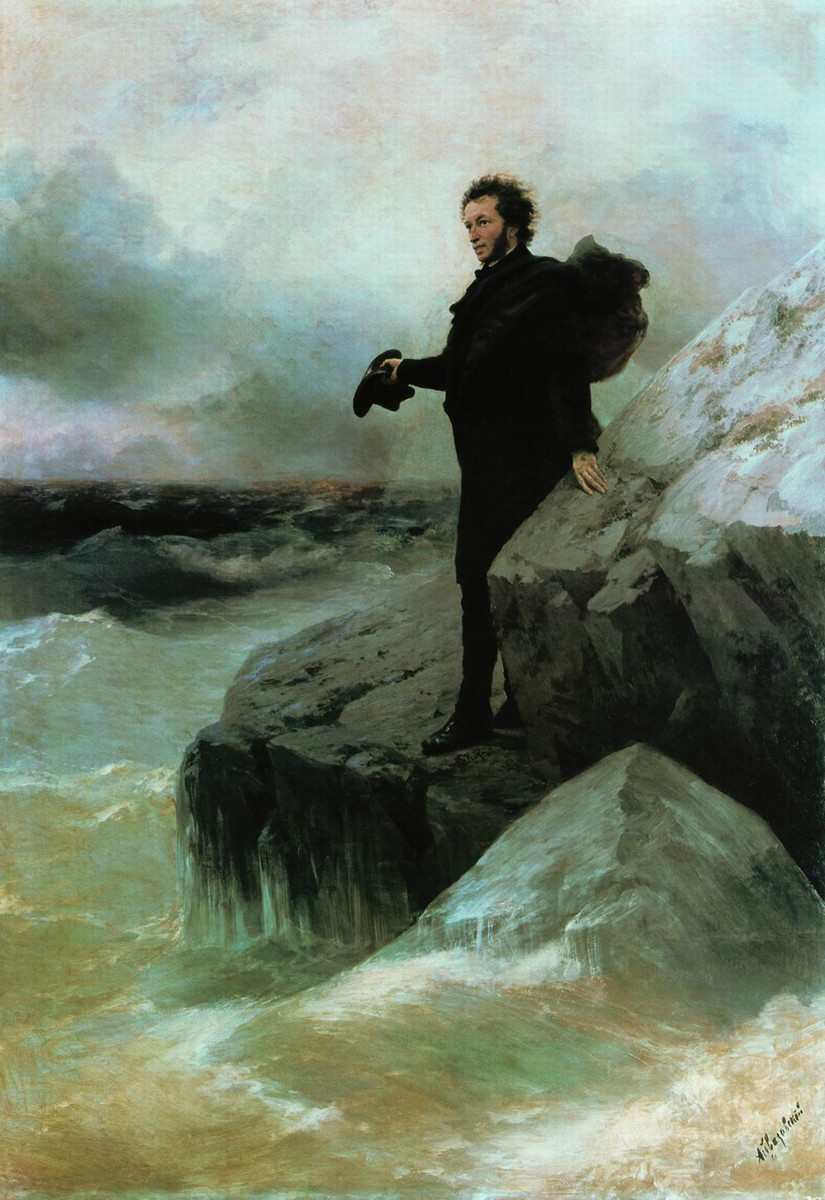
"خداحافظی پوشکین با دریا توسط ایوان آیوازوفسکی و ایلیا رپین (۱۸۷۷)
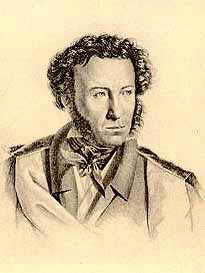
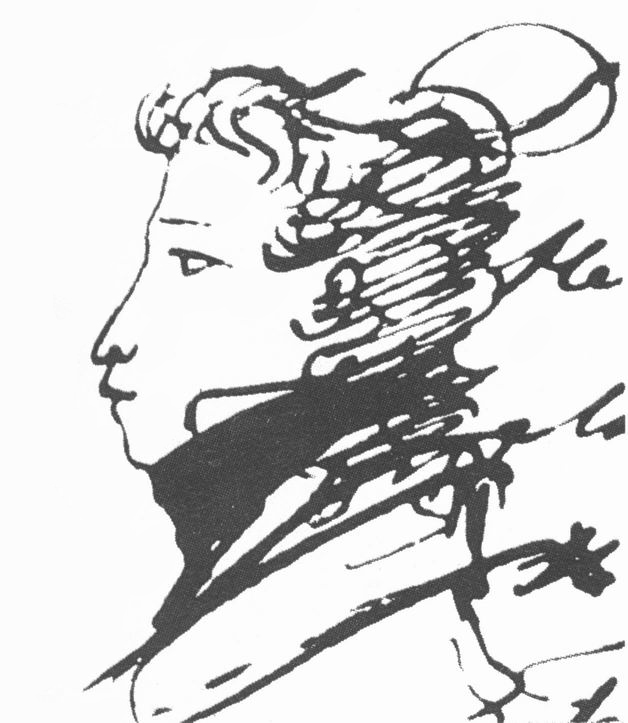
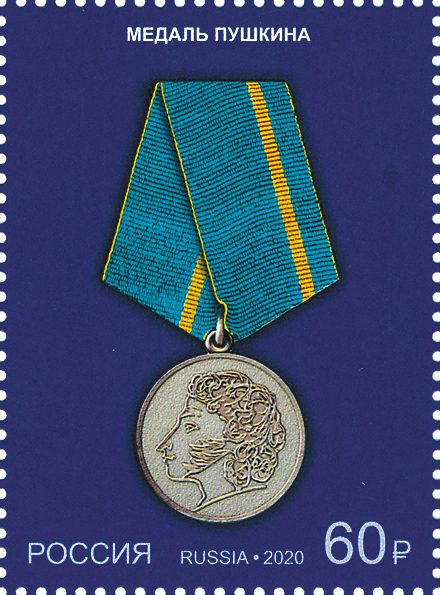
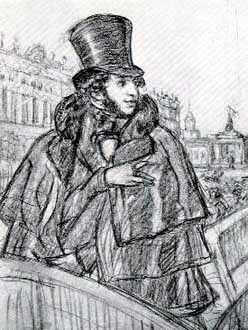
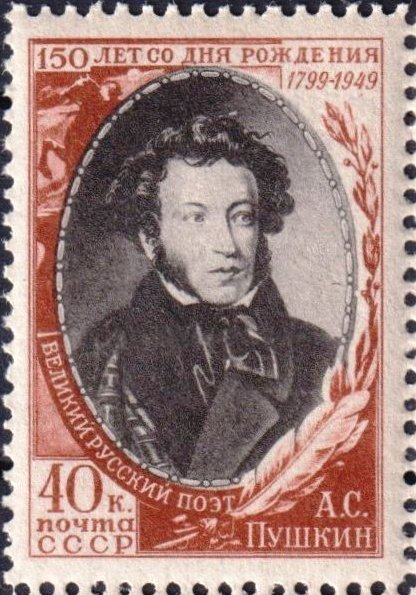
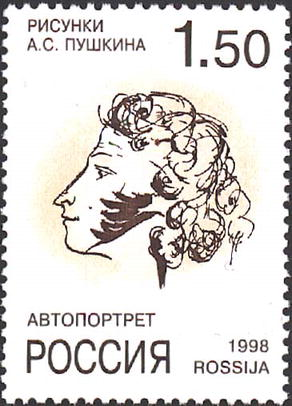